# Nationalsocialistiska folkpartiet

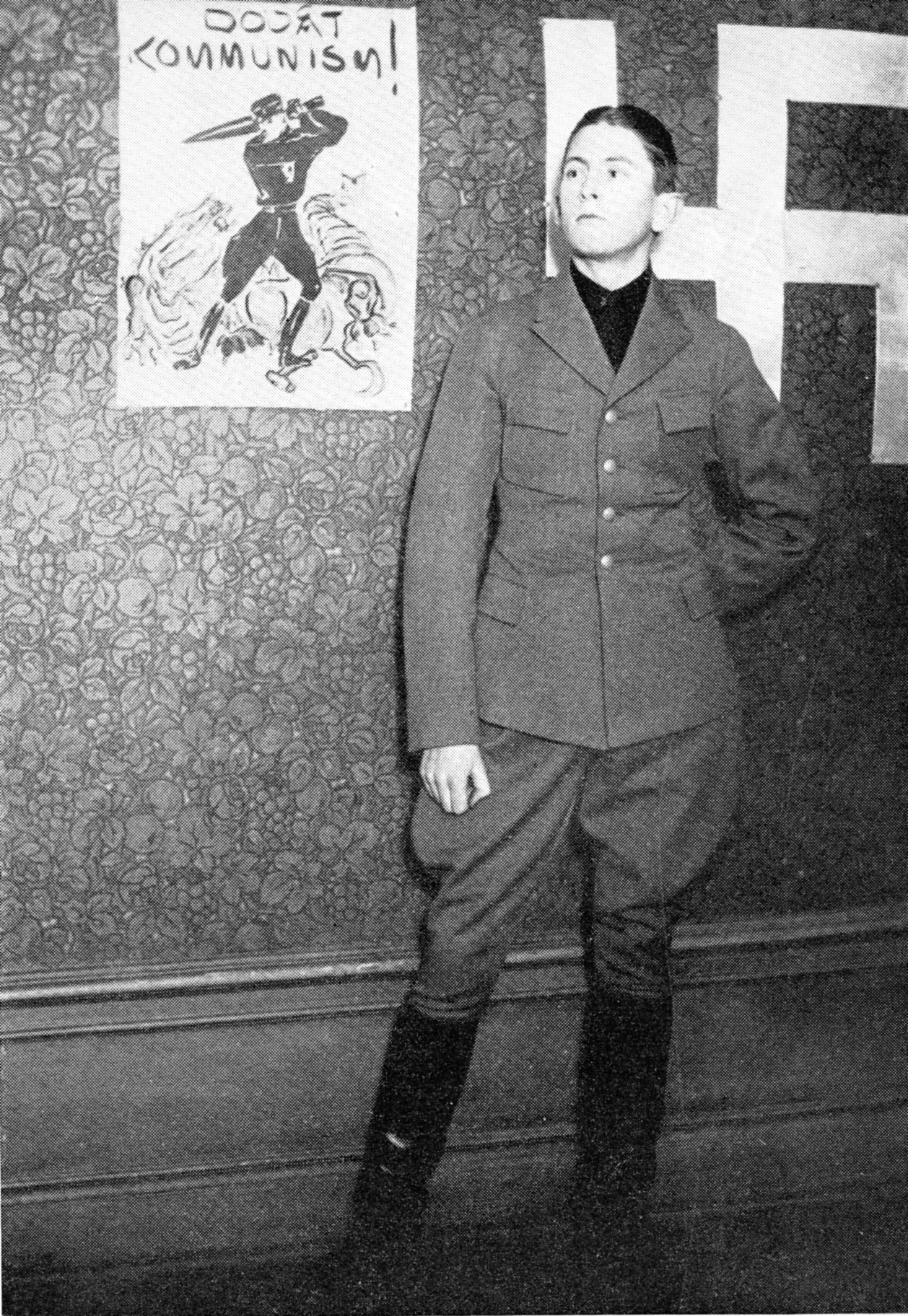
Konrad Hallgren under 1920-talet

Sveriges Nationalsocialistiska Folkparti (SNFP), tidigare benämnt Sveriges Fascistiska Folkparti och, fram till 1929, Sveriges Fascistiska Kamporganisation (SFKO), samt vid grundandet först kallat "Sveriges Fosterländska Kamporganisation"- som i alla fall i början var ledningen för partiet, var ett fascistiskt och från och med hösten 1929 nazistiskt politiskt parti i Sverige som existerade från hösten 1926 till 1930. Till de ledande krafterna hörde i början Frithiof Bjurquist, Ola Vinberg, Sven Hedengren och förre underofficeren Konrad Hallgren, där den sistnämnde blev ledare. 1927 blev Sven-Olov Lindholm medlem. Ideologiskt påverkades partiet inledningsvis starkt av den italienska fascismen under Benito Mussolini, men man kom senare att skifta fokus mot den tyska nazismen.
Pressorgan för SFKO blev den nystartade tidningen Spöknippet och det fascistiska spöknippet användes även som organisationens symbol. 1929 ändrades namnet till Sveriges Nationalsocialistiska Folkparti (SNFP). 
1930 ändrades även namnet på partiets pressorgan från Spöknippet till Nationalsocialisten.  
Den 19 januari 1930 splittrades SNFP och utbrytarna (ledda av Stig Bille) bildade Nysvenska Folkförbundet (NFF). I april samma år anslöt sig Svenska Nationalsocialistiska Bonde- och Arbetarpartiet (SNBA) till SNFP, som något senare återförenades med NFF och bildade Nysvenska Nationalsocialistiska Förbundet (NNF).